# Neogeophilidae
Neogeophilidae (лат.) — семейство губоногих многоножек (Chilopoda).
Включает 2 рода и 4 вида. Неотропика. Встречаются в различных наземных укрытиях и влажных местах. Питаются разнообразными мелкими членистоногими. Усики 14-члениковые. Оцеллии отсутствуют. Мандибулы с рядом простых зубцов, без зубчатой ламеллы. Тазики передних максилл полностью разделённые, оканчиваются коническим вторым члеником. Коготки передних ног с длинным зубцом.
- Evallogeophilus Silvestri, 1918
  - Evallogeophilus mexicanus Silvestri, 1918 — Мексика[1]
- Neogeophilus Silvestri, 1918[1]
  - Neogeophilus ixion Crabill, 1969 — Мексика[4]
  - Neogeophilus primus Silvestri, 1918 — Мексика[1]
  - Neogeophilus silvestri  (Crabill, 1961) — Гватемала, Мексика[4]